# Évelyne El Garby-Klaï
 (mai 2021).
Si vous disposez d'ouvrages ou d'articles de référence ou si vous connaissez des sites web de qualité traitant du thème abordé ici, merci de compléter l'article en donnant les références utiles à sa vérifiabilité et en les liant à la section « Notes et références ».
Évelyne El Garby-Klaï est une actrice française.

## Biographie

### Formation
En 1999 et 2000, Évelyne El Garby Klaï passe sa licence de théâtre à l’université Paris III, en parallèle avec des cours de théâtre au conservatoire Jacques Ibert de Paris de 1999 à 2001. De 2001 à 2004, elle est inscrite à l'ESAD de Paris. Elle suit également diverses formations avec des personnalités du monde du spectacle comme François Rancillac en 2001 au théâtre de campagnol, Nadine Darmon en 2004, Jean Damien Barbin en 2004, et Philippe Adrien en 2006.

## Filmographie

### Cinéma
- 1998 : Allez viens ! , série de 12 épisodes pour Same Films Production
- 1999 : série de 7 courts métrages pour l'Université Paul Valéry de Montpellier
- 2001 : série de 3 courts métrages pour La Femis
- 2004 : L'Escalier d'Olivier Monarque
- 2004 : Rauque de Camille Pawlotsky
- 2006 : Sous un ciel rouge de Jean-Baptiste Larrieux
- 2014 : Au sol d'Alexis Michalik : Évelyne Espinasse
- 2017 : Seuls de David Moreau
- 2017 : Chez nous de Lucas Belvaux
- 2018 : La Trajectoire du Homard réalisé par Igor Mendjisky, qui a reçu le Prix du public au Champs-Élysées Film Festival
- 2024 : Tigres et Hyènes de Jérémie Guez : Dounia

### Télévision

#### Téléfilms et séries télévisées
- 2015 : L'Affaire de maître Lefort  de Jacques Malaterre
- 2015 : Marjorie, épisode Le Poids des apparences réalisé par Ivan Calbérac
- 2015 : Scènes de ménages, épisode Le Vieux Miroir
- 2015 : Je ne vous oublierai jamais de Stéphan Kopecky
- 2015 : Ne m'abandonne pas de Xavier Durringer : Djemila, la compagne de Sami.
- 2015 : Section de recherches, épisode Le Saut de l'ange réalisé par Éric Le Roux : Clotilde Garcia
- 2016 : Manon 20 ans, mini-série réalisée par Jean-Xavier de Lestrade
- 2016 : Alice Nevers : Le juge est une femme, épisode La mémoire dans la peau réalisé par Jean-Christophe Delpias
- 2016 : Dix pour cent, saison 2, épisode 5, réalisé par Antoine Garceau
- 2017 : The Tunnel (saison 3) réalisé par Anders Engstrom
- 2017 : Irresponsable (saison 2) réalisé par Stephen Cafiero
- 2018 : Sam (saison 3, épisode Nadia)
- 2018 : Le Jour où j'ai brûlé mon cœur réalisé par Christophe Lamotte
- 2018 : Mytho réalisé par Fabrice Gobert
- 2018 : Engrenages (saison 7) réalisé par Frédéric Jardin et Jean-Philippe Amar
- 2020 : H24 réalisé par Nicolas Herdt et Octave Raspail
- 2020 : De l'autre côté de Didier Bivel
- 2021 : L'École de la vie de Elsa Bennett et Hippolyte Dard : Marianne Cassien
- 2021-2023 : Ici tout commence : Lina Mabsoute, la mère de Mehdi
- 2021 : Joséphine, ange gardien (épisode Les Patins de l'espoir) : Silvia
- 2023 : Vortex (série télévisée) : Commissaire Yasmine Ben Salem
- 2024 - en cours : Face à face : procureure Nadia Weber
- 2024 : Tom et Lola : Suzanne

#### Publicités
- 2007 : voix du film publicitaire Cosmétiques RoC réalisé par l'agence DDB
- 2008 : film publicitaire de la campagne AGIRC ARRCO réalisé par l'agence Master Images
- 2018 : film publicitaire de la Banque populaire réalisé par Wilfrid Brimo

#### Documentaire
- 2002 : voix du documentaire Par chez nous réalisé par Emmanuel Bacquet

## Théâtre
- 2001-2002 : Le Village en flammes de Rainer Werner Fassbinder, mise en scène de Julien Feder et Guillaume Riant au Théâtre 347 de Paris
- 2001-2002 : L’Espace du dedans de Henri Michaux, mise en scène de Hermine Karagheuz au Théâtre 13 de Paris
- 2001-2002 : Résistances, création, mise en scène de Yves Pignot au Théâtre Silvia Monfort de Paris
- 2003 : Cstwertskst, comédie musicale d’après Marcel Aymé, mise en scène de Amnon Beham au Théâtre 13 de Paris
- 2003 : Peur et solitude, création, mise en scène de Jean-Claude Cotillard au Théâtre 13 de Paris
- 2004 : Excédent de poids, insignifiant : amorphe de Werner Schwab, mise en scène de Françoua Garrigues au Sputnik 347 de Montreuil
- 2004 : L'Augmentation de Georges Perec, mise en scène de Julien Feder au Théâtre de l'Opprimé
- 2005 : Amour à l’Arabière de Slimane Benaïssa, mise en scène de Madeleine Gaudiche au Théâtre de Chinon
- 2006 : Rose, d’après La Terre est ronde de Gertrude Stein, mise en scène de Cécile Fraysse au Théâtre national d'Angoulême
- 2006 : Marie Stuart de Friedrich von Schiller, mise en scène de Madeleine Gaudiche au Prieuré Saint-Côme de La Riche (Indre-et-Loire)
- 2007 : Racine en boutures à partir des œuvres de Jean Racine, mise en scène de François Raffenaud
- 2007 : Les Chevaliers pillards de Karl Valentin, mise en scène de Julien Feder au Théâtre de l’Opprimé
- 2008 : Les Troyennes d’Euripide, mise en scène de Virginio Liberti (en italien) au Festival de Naples et en tournée en Italie
- 2008 : Medeamaterial, opéra de Pascal Dusapin, livret de Heiner Müller, mise en scène de Antoine Gindt au Centre dramatique national de Gennevilliers
- 2009 : Roméo et Juliette de William Shakespeare, mise en scène de Alexander Zeldin (en italien) au Festival de Naples
- 2010 : Yakich et Poupatchée de Hanoch Levin, mise en scène de Frédéric Bélier-Garcia, création au Centre dramatique national d'Angers et en tournée
- 2011, 2012, 2013, 2014, 2015 : Le Porteur d'histoire, texte et mise en scène de Alexis Michalik
- 2011 : Sans fuir, texte et mise en scène de François Raffenaud au Théâtre des Cinq Diamants de Paris
- 2014 : La piste d'envol : Versterne (La ville de l'année longue) de William Pellier, lecture dirigée par Laurent Fréchuret au Théâtre du Rond-Point

## Distinctions
Évelyne El Garby-Klaï a obtenu 8 prix d'interprétation en 2014 pour le court métrage Au sol d'Alexis Michalik :
- un prix au Festival du court métrage Ficbueu, à Bueu en Galice, Espagne ;
- un prix au Festival du Court métrage Ose ce court de Bischheim en Alsace ;
- un prix au Festival Jean Carmet de Moulins ;
- un prix au Festival des 24 courts de la Sarthe ;
- une Mention Spéciale du Jury au Festival d’Aigues-Mortes ;
- le prix de la Meilleure Actrice au Festival Les Saisons Parisiennes de Saint-Pétersbourg ;
- le prix de la Meilleure Actrice au FILMETS Badalona Film Festival de Badalone en Catalogne[1].